# Taki ad-Din an-Nabhani
Taki al-Din al-Nabhani (ur. 1909, zm. 1977) - palestyński polityk.

## Życiorys
Ukończył studia na uniwersytecie al-Azhar w Egipcie. Pełnił funkcję sędziego w wielu miejscowościach palestyńskich. Wykładał na Uniwersytecie Islamskim w Ammanie (Jordania).
Silnie angażował się w rozwiązanie problemu palestyńskiego; napisał książkę pt.: „Oswobodzenie Palestyny”. W listopadzie 1952 roku powołał do życia Partię Wyzwolenia (Hizb at-Tahrir). Jej głównym celem było zastąpienie reżimu haszymickiego w Jordanii reżimem islamskim. Uwięziony za działalność wywrotową. Od 1953 roku przebywał na wygnaniu. Wpierw w Syrii, a następnie, do końca życia, w Libanie. Stworzoną przez siebie teoretyczną koncepcję ‘restytucji kalifatu’ w świecie islamskim, wyłożył w dziełach pt.: „System islamu” i „Państwo islamskie”. Uważał, że przywrócenie do życia kalifatu, należy do najwyższych obowiązków religijnych islamu (wadżib). Strategia, jaką sobie przy tym obrał, była modyfikacją strategii działań politycznych proroka Mahometa (sira), przystosowaną do czasów współczesnych.
Po jego śmierci, przywództwo partii objął Abd al-Kadim Zallum. A po nim przywództwo partii objął uczony Ata Abu Raszta.